# Obernissa
Obernissa è una frazione (Ortsteil) del comune tedesco di Grammetal.

## Amministrazione
Obernissa è amministrata da un consiglio di frazione (Ortschaftsrat) e da un sindaco di frazione (Ortschaftsbürgermeister).

### Esplicative
1. ↑  Letteralmente: «Nissa di sopra», in contrapposizione alla vicina Niedernissa – «Nissa di sotto».

### Bibliografiche
1. ↑  (DE) Hauptsatzung, § 3, Abs. 1. [collegamento interrotto], su grammetal.de.
2. ↑  (DE) Hauptsatzung, § 4. [collegamento interrotto], su grammetal.de.